# فهرست رفتارهای تغذیه‌ای
خوردن، رفتاری است که موجودات زنده، معمولاً حیوانات، برای سیر شدن انجام می‌دهند. در واژه‌شناسی اغلب با پسوند-vore, -vory یا vorous- می‌آید که از کلمه لاتین vorare می‌آید که به معنی «خوردن» است.

## طبقه‌بندی

### بر اساس نوع غذا
پلی‌فاژی توانایی جانور در خوردن غذاهای گوناگون است، در حالی که مونوفاژی عدم تحمل هر ماده غذایی به جز یک نوع خاص است. (به گونه‌های عمومی و تخصصی مراجعه کنید).
دیگر طبقه‌بندی‌ها به جانورانی اشاره می‌کند که تنها یک غذای خاص مصرف می‌کنند. مانند:
- گوشت‌خوار: خوردن جانوران
  - عنکبوت‌خوار (آرانئوفاژ): خوردن عنکبوت
  - پرنده‌خوار (آویور): خوردن پرندگان
  - پوسته‌خوار (دوروفاژ): خوردن جاندارانی با پوسته سخت یا اسکلت بیرونی
  - تخم‌مرغ‌خواری یا شکار تخم مرغ: خوردن تخم مرغ (اما همچنین به «همنوع خواری داخل رحمی» در زیر مراجعه کنید)
  - خون‌خوار (هماتوفاژ): خون خوردن
  - حشره‌خوار (اینسکتیور): حشرات را می‌خورند
  - مورچه‌خوار (میرمکوفاژ): خوردن مورچه‌ها یا موریانه‌ها
  - بی‌مهره‌خوار (اینورتیور): خوردن بی‌مهرگان
  - کراتین‌خوار (کراتوفاژ): خوردن مواد شاخی مانند پشم توسط پروانه‌های پارچه‌ای یا مارهایی که پوست خود را پس از اکسیژن می‌خورند.
  - پولک‌خوار (لپیدوفاژ): خوردن پولک ماهی
  - نرمتن‌خوار (مولوسشیور): خوردن نرم‌تنان
  - مخاط‌خوار (موکوفاژ): خوردن مخاط
  - مارخوار (افیوفاژ): خوردن مار
  - ماهی‌خوار (پیشیور): خوردن ماهی
  - قورباغه‌خوار (آنوروفاژ): خوردن قورباغه
  - اسفنج‌خوار (اسپانجیور): خوردن اسفنج
  - مرکب‌ماهی‌خوار (توثوفاگور): خوردن عمدتاً ماهی مرکب و سایر سفالوپودها
  - کرم‌خوار (ورمیور): خوردن کرم
  - زوتوپلانکتون‌خوار: خوردن زوتوپلانکتون

- گیاه‌خوار: خوردن گیاهان
  - تراوه‌خوار (اکسوداتیور): خوردن ترشحات گیاه یا حشرات (صمغ، شیره، لرپ و غیره)
  - انگم‌خوار (گامیور): خوردن صمغ درختی
  - برگ‌خوار (فولیور): خوردن برگ‌ها
  - گُل‌خوار: خوردن بافت گل قبل از تشکیل لایه بذر
  - میوه‌خوار (فروجیور): خوردن میوه
  - علف‌خوار (گرمینیور): خوردن علفها
  - دانه‌خوار (گرانیور): خوردن دانه
  - شهدخوار: خوردن شهد
  - گرده‌خوار (پالینیور): خوردن گرده گل
  - فیتوپلانکتون‌خوار (فیتوپلانکتونویور): خوردن فیتوپلانکتون
  - چوب‌خوار (زایلوفاژ): خوردن چوب
- همه‌چیزخوار: خوردن هر دو گیاه، حیوان، قارچ، باکتری و غیره. این اصطلاح به معنای «همه‌خوار» است.

- از نظر مقدار گوشت در رژیم غذایی
  - بیش‌گوشت‌خوار: بیش از ۷۰٪ گوشت
  - میان‌گوشت‌خوار: ۳۰–۷۰٪ گوشت
  - کم‌گوشت‌خوار: گوشت کمتر از ۳۰٪

- قارچ‌خوار: خوردن قارچ
- باکتری‌خوار: خوردن باکتری‌ها

خوردن چیزهای غیرزنده یا فاسد:
- مدفوع‌خوار (کپروفاژ): خوردن مدفوع
- پوده‌خوار (دتریتییور): خوردن مواد تجزیه‌کننده
- زمین‌خوار (ژئوفاژ): خوردن زمین معدنی
- استخوان‌خوار (استئوفاژ): خوردن استخوان
- پوسیده‌خوار (ساپروفاژ): خوردن مواد آلی پوسیده
- لاشه‌خوار یا مردارخوار: خوردن لاشه

همچنین چندین رفتار نامعمول تغذیه‌ای، عادی، فرصت‌طلبانه یا آسیب‌شناختی وجود دارد، مانند:
- همنوع‌خوار: تغذیه از اعضای یک گونه
- آدم‌خوار (Anthropophagy): خوردن گوشت انسان.
- همنوع‌خواری درون رحمی
- تخمک‌خوار (Oophagy یا Ovophagy): جنین یا جنین درون تخم، خواهر و برادرهای خود را می‌خورد.
- جنین‌خوار (امبریوفاژ): جنین، جنین خواهر یا برادر می‌خورد.
- فرزندخوار
- خود‌خواری: تغذیه از بخش‌هایی از بدن خود. (به اتوفاژی نگاه کنید)
- همنوع‌خواری جنسی (پس از جفت‌گیری): خوردن جفت بعد از جفت‌گیری.
- طعمه‌دزدی (کلپتوپارازیتیسم): دزدیدن غذا از جانوران دیگر.
- چوب جویدن (لیگنوفاژ): خوردن چوب، یک بیماری در برخی از جانوران اهلی.
- پدوفاژ: خوردن جانوران جوان
- پیکا: داشتن اشتها و خوردن مواد غیرمغذی تا حد زیاد، به عنوان مثال خاک رس یا مو، گاهی اوقات در بارداری یا در موارد پاتولوژیک، به‌طور معمول یک نگرانی پزشکی یا دامپزشکی است.
- جفت‌خوار: خوردن جفت
- تروفالاکسی: خوردن غذایی که توسط جانور دیگر خورده می‌شود
- خود درمانی (زوفارماکاگنوزی): خوردن گیاهان، خاک‌ها و حشرات که اغلب برای درمان و پیشگیری از بیماری‌ها تغذیه می‌کنند.

یک تغذیه‌کننده فرصت‌طلب، خود را از طریق منابع غذایی مختلف سیر کرده و حفظ می‌نماید، زیرا این گونه از نظر رفتاری به اندازه کافی انعطاف‌پذیر می‌باشد.